# Anatole Katok
Anatole Boris Katok (Washington, D.C., 9 de agosto de 1944 – Danville, 30 de abril de 2018) foi um matemático estadunidense de raízes russas. Katok foi diretor do Center for Dynamics and Geometry na Universidade Estadual da Pensilvânia. Sua área principal de pesquisas era a teoria de sistemas dinâmicos, em especial a teoria ergódica.

## Vida e obra
Katok estudou na Universidade Estatal de Moscou, onde obteve o diploma em 1965 e um doutorado em 1968, orientado por Yakov Sinai, com a tese Applications of the Method of Approximation of Dynamical Systems by Periodic Transformations to Ergodic Theory.
A partir de 1978 lecionou nos Estados Unidos. Até a atualidade foi professor de matemática em três universidades dos Estados Unidos: Universidade de Maryland (1978–1984), Instituto de Tecnologia da Califórnia (1984–1990) e desde 1990 na Universidade Estadual da Pensilvânia, onde é desde 1996 Raymond N. Shibley Professor.

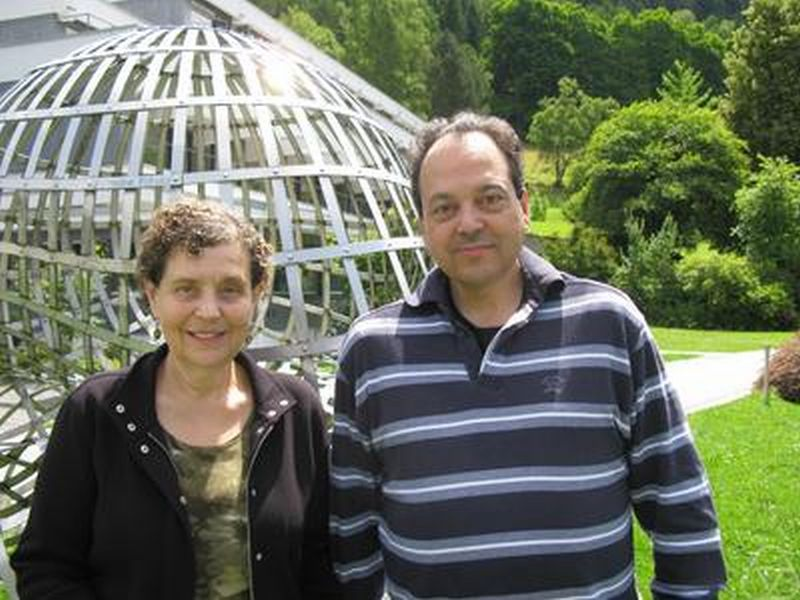
Svetlana e Anatole Katok, Instituto de Pesquisas Matemáticas de Oberwolfach 2009

Katok encontrou com Elon Lindenstrauss e Manfred Einsiedler resultados parciais sobre a conjectura de Littlewood na teoria da aproximação diofantina.
É casado com a matemática Svetlana Katok, que também trabalha com sistemas dinâmicos.
Seu livro em coautoria com seu aluno Boris Hasselblatt A first course in Dynamics é um dos textos padrão sobre sistemas dinâmicos.
Foi palestrante convidado do Congresso Internacional de Matemáticos em Varsóvia (1983: Nonuniform hyperbolicity and structure of smooth dynamical systems). É fellow da American Mathematical Society e, desde 2004, da Academia de Artes e Ciências dos Estados Unidos.
Morreu em 30 de abril de 2018, aos 73 anos.

## Publicações selecionadas
- com Dmitri Anosov: New examples in smooth ergodic theory. Ergodic diffeomorphisms. (em russo) Trudy Moskov. Mat. Obšč. 23 (1970), 3–36. (Tradução em inglês: Trans. Moscow Math. Soc. 23 (1970), 1–35.)
- com A.M. Stepin: Approximations in ergodic theory. (em russo) Uspehi Mat. Nauk  22  1967 no. 5 (137), 81–106.
- com A.N. Zemljakow: Topological transitivity of billiards in polygons. (em russo) Mat. Zametki 18 (1975), no. 2, 291–300. (Tradução em inglês: Math Notes 18 (1975), no. 1–2, 760–764 (1976).)
- Lyapunov exponents, entropy and periodic orbits for diffeomorphisms. Inst. Hautes Études Sci. Publ. Math. No. 51 (1980), 137–173.
- com Jean-Marie Strelcyn, François Ledrappier, Feliks Przytycki: Invariant manifolds, entropy and billiards; smooth maps with singularities. Lecture Notes in Mathematics, 1222. Springer-Verlag, Berlim, 1986. ISBN 3-540-17190-8
- com Steven Hurder: Differentiability, rigidity and Godbillon-Vey classes for Anosov flows. Inst. Hautes Études Sci. Publ. Math. No. 72 (1990), 5–61 (1991).
- com Ralf Spatzier: First cohomology of Anosov actions of higher rank abelian groups and applications to rigidity.Inst. Hautes Études Sci. Publ. Math.  No. 79 (1994), 131–156.
- com Hasselblatt: Introduction to the modern theory of dynamical systems. With a supplementary chapter by Katok and Leonardo Mendoza. Encyclopedia of Mathematics and its Applications, 54. Cambridge University Press, Cambridge, 1995. ISBN 0-521-34187-6
- com Spatzier: Invariant measures for higher-rank hyperbolic abelian actions. Ergodic Theory Dynam. Systems 16 (1996), no. 4, 751–778.
- com Spatzier: Differential rigidity of Anosov actions of higher rank abelian groups and algebraic lattice actions. (em russo) Tr. Mat. Inst. Steklova 216 (1997),  Din. Sist. i Smezhnye Vopr., 292--319. (Tradução em inglês: Proc. Steklov Inst. Math. 1997, no. 1 (216), 287–314)
- com Hasselblatt: A first course in dynamics. With a panorama of recent developments. Cambridge University Press, New York, 2003. ISBN 0-521-58304-7; 0-521-58750-6
- com Manfred Einsiedler, Elon Lindenstrauss: Invariant measures and the set of exceptions to Littlewood's conjecture. Ann. of Math. (2) 164 (2006), no. 2, 513–560.
- com Danijela Damjanović: Local rigidity of partially hyperbolic actions I. KAM method and Zk actions on the torus. Ann. of Math. (2) 172 (2010), no. 3, 1805–1858.